# 558 Carmen
558 Carmen
558 Carmen là một tiểu hành tinh ở vành đai chính: Nó được Max Wolf phát hiện ngày 9.2.1905 ở Heidelberg và được đặt theo tên Carmen, nhân vật trong vở opera cùng tên của Georges Bizet, lần lượt dựa trên truyện cùng tên của Prosper Mérimée.